# William Roxburgh

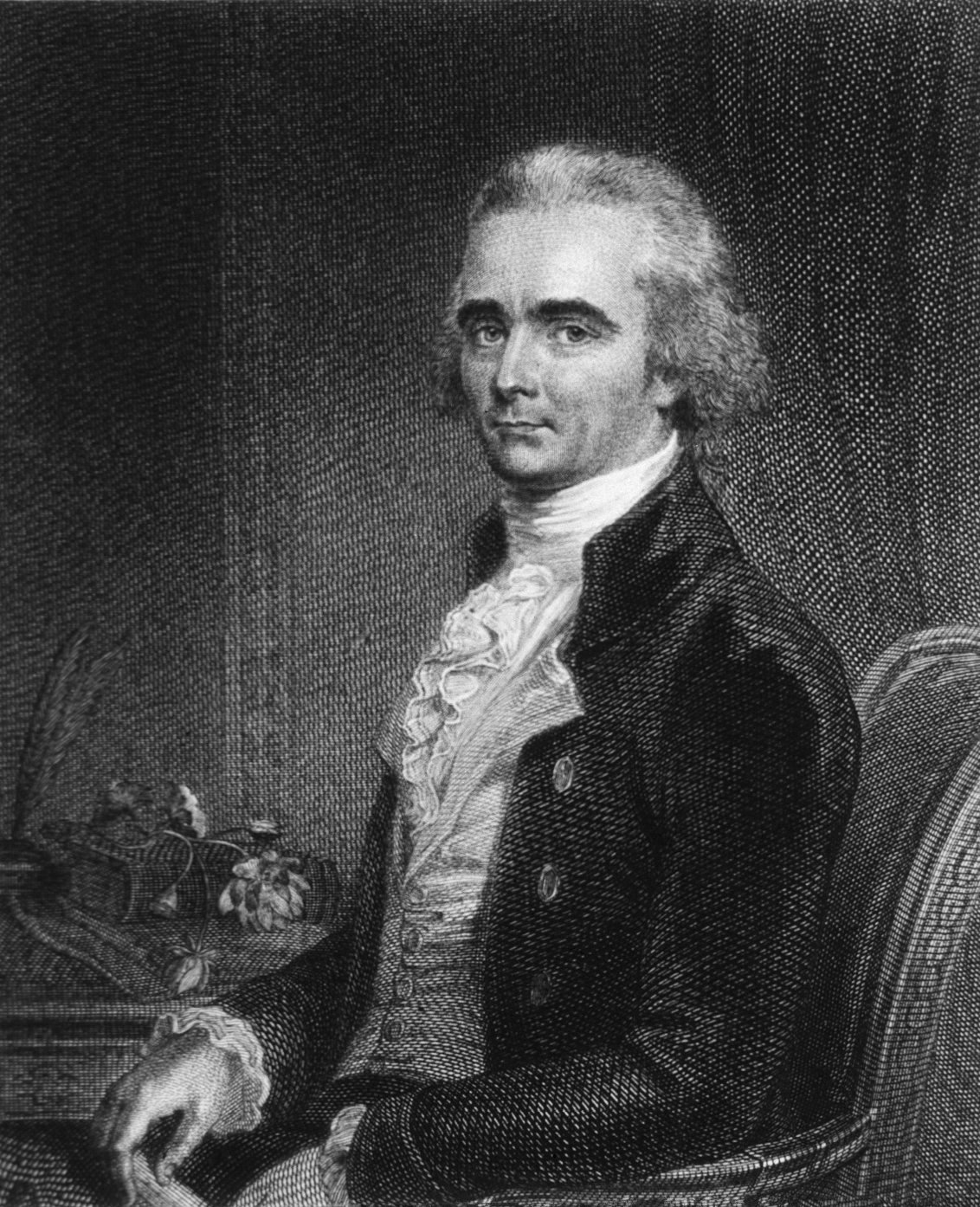
William Roxburgh, Kupferstich von Charles Warren (1762–1823)

William Roxburgh (* 29. Juni 1751 in Underwood, Craigie, Ayrshire; † 10. April 1815 in Edinburgh) war ein schottischer Arzt und Botaniker. Sein offizielles botanisches Autorenkürzel lautet „Roxb.“

## Leben und Wirken
Roxburgh studierte Medizin in Edinburgh. Er wurde mit 17 Jahren Assistent eines Schiffsarztes („surgeon’s mate“) auf einem Schiff der East India Company. Er absolvierte in dieser Stellung bis zu seinem 21. Lebensjahr zwei Reisen in den Osten. Auch studierte er unter John Hope (1725–1786) Botanik in Edinburgh. Nachdem er 1776 als assistierender Schiffsarzt in Dienst des Madras Medical Service getreten war, stieg er 1780 dort zum Schiffsarzt auf.
Nachdem er eine Stelle in Madras aufgenommen hatte, widmete er seine Aufmerksamkeit der Botanik. Die East India Company erkannte sein botanisches Wissen und machte ihn 1781 zum Aufseher im Samalkot Garden in den  Northern Circars (heute Andhra Pradesh). Hier führte er einige landwirtschaftliche Botanik-Experimente durch und stellte einheimische Künstler ein, um die Pflanzen zu zeichnen. 1790 hatte er so bereits 700 Illustrationen. Er wurde Nachfolger Patrick Russells (1726–1805) als Naturforscher in der Regierung von Madras. Durch seine Fortschritte machte er sich schnell einen Namen, so dass ihn bald die bengalische Regierung einlud, Leiter des 1787 gegründeten Calcutta Botanical Gardens von Colonel Robert Kyd (1746–1793) zu werden. 1793 löste er Kyd als Aufseher ab und brachte 1814 einen Katalog des Gartens unter dem Namen Hortus Bengalensis heraus.

## Ehrungen
Am 13. Februar 1790 wurde Roxburgh als Fellow des Royal College of Physicians of Edinburgh zugelassen. Am 4. Januar 1791 wurde er zum Mitglied „Fellow“ der Royal Society of Edinburgh gewählt. Ab 1802 war Roxburgh Mitglied der American Philosophical Society.
Nach ihm ist die Pflanzengattung Roxburghia W.Jones ex Roxb. aus der Familie der Stemonaceae benannt.

## Schriften (Auswahl)
- A botanical description of a new species of Swietenia (mahogany) with experiments and observations on the bark thereof, in order to determine and compare its powers with those of Peruvian Bark for which it is proposed as a substitute […]. In: Medical facts and observations. Band 6, S. 127–153, London 1795 (Digitalisat, Digitalisat).
- Plants of the coast of Coromandel […]. 3 Bände, W. Bulmer and Co., London 1795–1819 (Digitalisate).
- Account of the Tusseh and Arrindy silk-worms of Bengal. In: Transactions of the Linnean Society. Band 7, 1804, S. 33–48 (Digitalisat).
- Hortus bengalensis, or a catalogue of the plants growing in the honourable East India Company’s Botanic Garden at Calcutta. Mission Press, Serampore 1814 (Digitalisat).
- Observations of the late Dr. William Roxburgh […] on the various specimens of fibrous vegetables, the produce of India, which may prove valuable substitutes for Hemp and Flax, on some future day, in Europe. J. Darling, London 1815.
- Appendix. An alphabetical list of plants, seen by Dr. Roxburgh growing on the Island of St. Helena, in 1813–1814. In: Alexander Beatson: Tracts relative to the island of St. Helena; written during a residence of five years. W. Bulmer and Co., London 1816, S. 295–326 (Digitalisat).
- Flora Indica; or descriptions of Indian plants […] to which are added Descriptions of plants more recently discovered by Nathaniel Wallich. 2 Bände, Mission Press, Serampore 1820–1824 (Band 1, Band 2) – herausgegeben von William Carey, mit Anmerkungen und Ergänzungen von Nathaniel Wallich.
  - Flora Indica; or descriptions of Indian plants. 3 Bände, Serampore 1832 (Band 1, Band 2, Band 3) – herausgegeben von William Carey und James Roxburgh.
  - Nachdruck der Ausgabe von 1832 und Griffith Artikel über die Kryptogamen von 1844: Kalkutta 1874 (Digitalisat) – durch Charles Baron Clarke (1832–1906).